# 立陶宛宪法
立陶宛憲法，是立陶宛共和國的根本大法，於1992年10月25日的公民投票中獲得批准實行。

## 歷史
立陶宛大公國法律編纂的第一次嘗試以立陶宛法令的形式出現，第一法令於1529年生效。該文件以魯塞尼亞語編寫，履行了該國最高法律的作用，甚至包括任何其他法律都無法與之相抵觸的規定。

### 1791年5月3日憲法

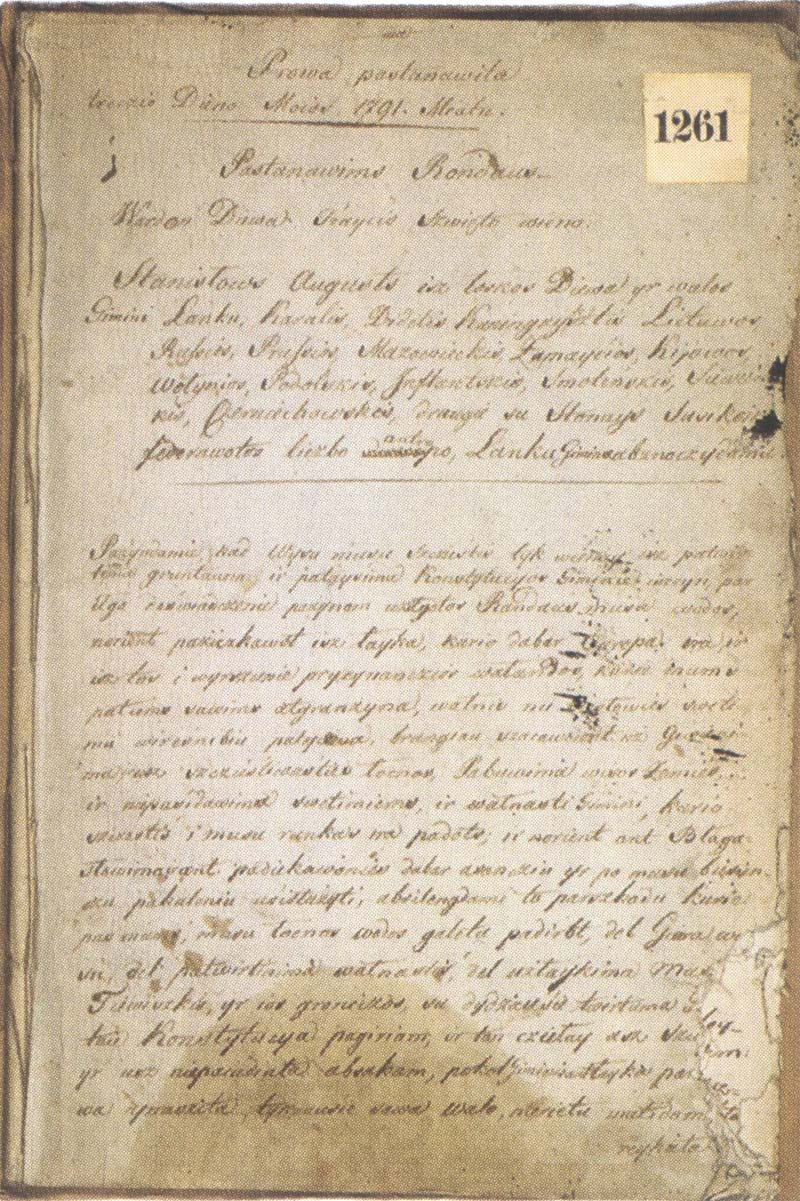
立陶宛語寫成的五三憲法

在18世紀，由立陶宛大公國和波蘭王國王室組成的聯邦實體波蘭立陶宛聯邦由於內部政治日益失靈而面臨衰落時期。1791年5月3日，為了糾正這種情況，通過了一部憲法——這是世界上最古老的國家憲法之一。
新憲法廢除了自由否決權並禁止了 szlachta 的聯盟，這些特徵削弱了國家的決策。憲法還規定政府的立法、行政和司法部門三權分立，確立了“人民主權”，並將政治權利擴展到資產階級。農民看到他們的權利增加了，但還沒有廢除農奴制，這一點得到了再次確認。 儘管天主教信仰的地位得到承認，但宗教寬容得以保留。
1791 年 10 月 22 日的兩國互惠保證伴隨憲法，確認波蘭和立陶宛大公國在一個國家內的統一和不可分割性，以及它們在國家管理機構中的平等代表權。
1791 文件的有效期不到 19 個月；經過短暫與俄羅斯的戰爭，它被廢除由格羅德諾眾議院於1793年11月23日[5]到了1795年，聯邦被的俄羅斯帝國，普魯士王國和奧地利哈布斯堡王朝所瓜分，立陶宛大公國的土地被俄羅斯併吞。

### 戰間期憲法
在第一次世界大戰的最後階段，立陶宛於1918年2月16日宣布獨立。三部獨立的臨時憲法於1918年11月2日、1919年4月4 日和1920年6月10日頒布。
1918年11月2日，國務院通過了憲法法案。當時，它仍然受到 1918年7月11日決定的約束，宣布立陶宛為君主立憲制國家，與德國關係密切。在不斷變化的環境中，理事會選擇通過憲法法案，而沒有具體說明政府形式或國家元首，將決定留給制憲議會 (Steigiamasis Seimas)。
1919年4月4日，國務院通過了修改後的臨時憲法基本原則。修改的主要內容是設立了主席一職，以取代理事會主席團。制憲議會在集會後於 1920 年 6 月 10 日通過了另一項臨時憲法法案，確認立陶宛為議會制共和國，並為其自身權力提供了框架和限制。
制憲議會直到1922年8月1日才通過憲法。民主憲法類似於當代西歐憲法，體現了人民的主要權利和自由、政治自由、政治多元化和民主選舉機制。憲法設想了一個強大的議會（Seimas）和一個政治上弱勢的總統作為國家元首。

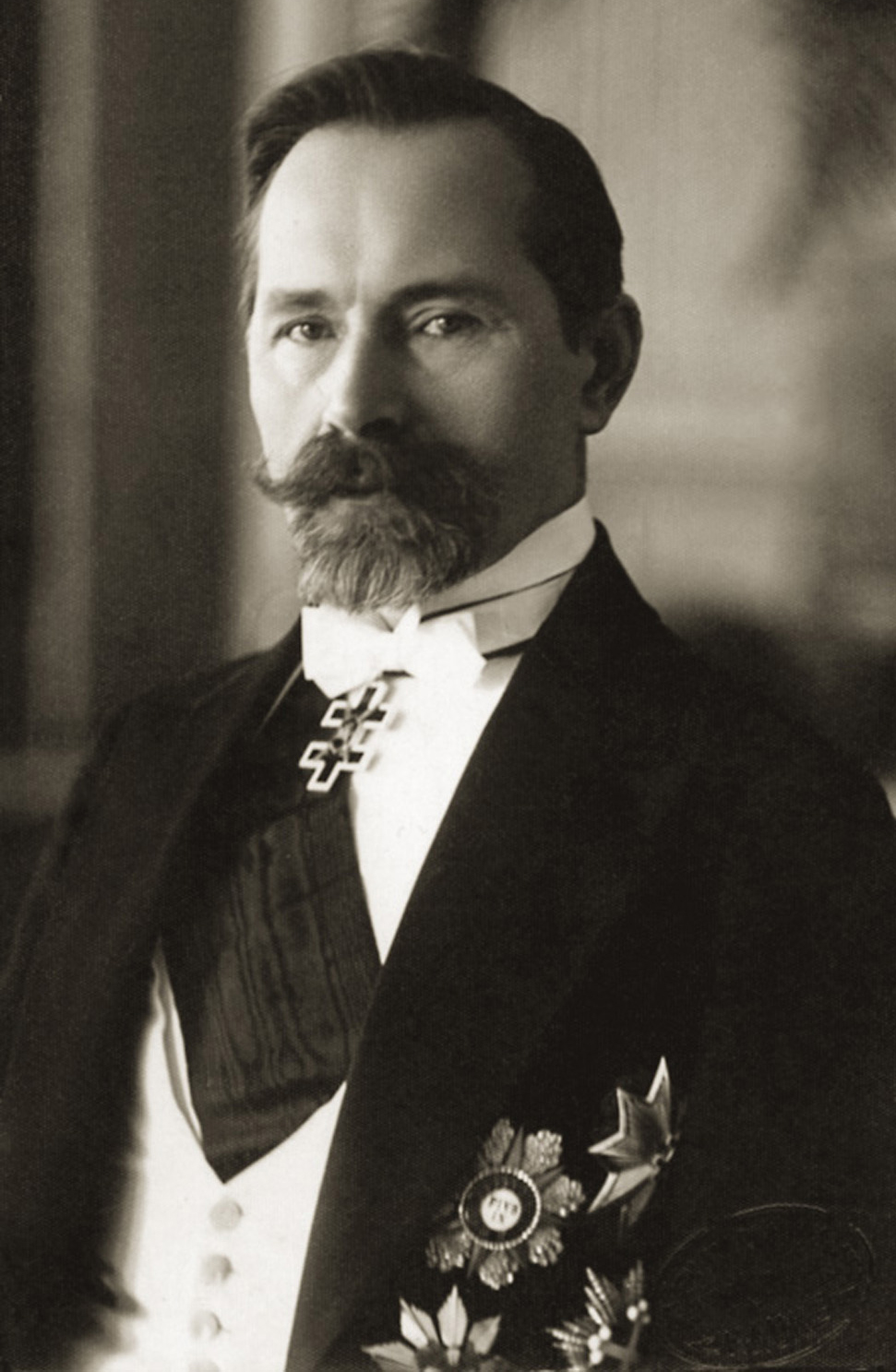
安塔納斯·斯梅托納總統頒布了1928年憲法。

1926年12月17日的政變開始了將立陶宛共和國轉變為由安塔納斯·斯梅托納擔任總統的獨裁國家的進程。1922 年憲法早在 1927 年 4 月 12 日就被忽視了，當時總統在沒有宣布新選舉的情況下解散了議會。提議進行憲法改革，加強總統的權力並削弱議會。
斯梅托納於 1928 年 5 月宣布了一部新憲法，但並未嘗試遵循 1922 年文件中規定的修改憲法的程序（這需要議會的同意）。取而代之的是，憲法是作為“提案”提交給國家的，將在 10 年內獲得批准，儘管該條款被認為沒有意義。憲法維持一個議會，但在議會休會期間，將其所有職能，例如頒布法律、批准條約以及起草和執行預算，分配給總統。議會直到 1936 年才重新召開會議。
1928 年的憲法從未提交給國家批准。取而代之的是，政府開始製定新憲法，並於 1938 年由新組建的國會批准（不允許反對派參加選舉）。憲法顛倒了 1922 年憲法的自由主義思想，引入了國家是其公民生存的基礎而不是相反的概念。憲法廢除了權力分立，規定由總統、議會、政府和法院行使的權力“不可分割”並由總統領導。
1940年，立陶宛被蘇聯佔領。諷刺的是，1938年憲法協助蘇聯在由總統手中集中的權力合法化他們的行動，這是事實上的接管後賈斯塔斯·帕萊基斯。1940 年和 1978 年，立陶宛蘇維埃社會主義共和國分別根據1936 年和1977年的蘇聯憲法通過了新憲法。
1938年憲法的特點是在1990年3月11日立陶宛宣布從蘇聯獨立時重新生效。它的目的是在兩次世界大戰期間的立陶宛共和國和新獨立的國家之間建立法律連續性。憲法於同日暫停，並在起草新憲法的同時以暫行基本法取而代之。

## 外部連結
- The Constitution of the Republic of Lithuania （页面存档备份，存于） - from the website of the Constitutional Court of the Republic of Lithuania